# Combat (diari)
Combat va ser un diari francès fundat el 1941 durant la Segona Guerra Mundial com a diari clandestí de la Resistència francesa.

## Història
L'agost de 1944, Combat es va fer càrrec de la seu de L'Intransigeant a París, i Albert Camus es va convertir en el seu redactor en cap. La producció del diari va disminuir de 185.000 exemplars el gener de 1945 a 150.000 l'agost del mateix any mentre que el diari comunista L'Humanité publicava llavors 500.000 exemplars.
Després de l'alliberament de França, els principals col·laboradors de la publicació van ser Albert Ollivier, Jean-Paul de Dadelsen, Jean Bloch-Michel, Georges Altschuler, Jean-Paul Sartre, André Malraux, Emmanuel Mounier, Raymond Aron i Pierre Herbart. El seu director va ser André Bollier fins que un atac terrorista de la Milícia Francesa va assassinar-lo.
Lleial als seus orígens, Combat va intentar convertir-se en l'espai d'expressió d'aquells que trebballaven en la creació d'un moviment popular d'esquerra no comunista a França. El 1950, va acollir un debat sobre l'Escàndol de Notre-Dame estimulat per una carta vehement d'André Breton en resposta a l'editor Louis Pauwels.
Durant el maig de 1968, Combat va donar suport al moviment estudiantil encara que des d'un punt de vista estalinista, a través de signatures com Jacques-Arnaud Penent. El 3 de juny va publicar la versió d'un comunicat del Consell per al Manteniment de les Ocupacions, eliminant les referències a la Internacional Situacionista i els atacs contra els estalinistes.
El març de 1974, Philippe Tesson va crear Le Quotidien de Paris (1974–1996), que havia concebut com a successor de Combat. L'empresari Henri Smadja es va suïcidar el 14 de juliol de 1974 i Combat va deixar de publicar-se definitivament el mes següent.